# Concerto per violino e orchestra (Brahms)
Il Concerto per violino op. 77 è una composizione per violino e orchestra scritta da Johannes Brahms nel 1878; è oggi universalmente considerato come una delle composizioni più riuscite del musicista tedesco e rappresenta uno dei concerti per violino più famosi nella storia della musica.

## Genesi e composizione
Il concerto per violino è una fra le opere di Brahms sulla cui genesi abbiamo più notizie. Questo è dovuto in larga parte al fatto che il compositore intendeva coinvolgere Joseph Joachim, amico fraterno fin dalla prima gioventù, grande autorità nel campo violinistico. Una fitta serie di documenti (lettere, biglietti, annotazioni, osservazioni, ecc.) testimonia lo scambio di opinioni fra i due musicisti. In molti di questi testi Brahms con atteggiamento leggero ed autoironico recita la parte del discepolo che consulta il maestro.
Brahms aveva, in effetti, iniziato la sua carriera professionale negli anni '50 come accompagnatore al pianoforte di artisti più noti, in particolare violinisti, proprio come Joachim, il quale contribuì alla reputazione di Brahms. Le rispettive posizioni professionali, unite all'amicizia personale, resero la collaborazione molto proficua.
Tutte le principali composizioni per violino di Brahms (questo concerto, il Concerto Doppio per violino e violoncello e le tre Sonate) furono tutte scritte per il suo amico e consigliere, Joseph Joachim.
Il Concerto per violino fu concepito nel corso dell'estate del 1878 a Pörtschach am Wörther See, un villaggio della Carinzia nel quale Brahms soggiornava in quel periodo. Fu quello il luogo nel quale furono composte anche la Seconda Sinfonia e la Sonata per violino op. 78. Ad accomunare queste opere, compreso il Concerto per violino, un certo carattere esuberante di melodie e la limpida amabilità di tono, che in verità caratterizza tutta la fase produttiva di Brahms che segue l'impegno drammatico della Prima Sinfonia (1876).

Brahms, non essendo un violinista, era preoccupato della difficoltà della resa strumentale di ciò che stava componendo. Prima di proseguire nel lavoro mandò a Joachim, che comunque era anche un compositore, la parte solistica del primo movimento. In una lettera del 21 agosto 1878 Brahms annuncia la composizione: 
 Il giorno seguente Brahms manda a Joachim una sezione del primo movimento copiata in bella e commenta: 
Joachim rispose immediatamente esprimendo entusiasmo e stupore per alcuni passi che definisce «violinisticamente molto originali». Non riesce però ad esprimere un giudizio in merito alla idoneità del pezzo ad un concerto pubblico, riservandosi di vedere l'opera intera.
Diverse altre persone interpellate da Brahms avevano avuto modo di ascoltare il nuovo pezzo ed erano rimaste piuttosto scettiche, perché lo ritenevano virtualmente al di là delle possibilità anche dei migliori violinisti. Chiaramente Brahms cercava il parere del grande tecnico, specialista del violino, ma ambiva ad una solidarietà più ampia e profonda per affrontare il terreno della tradizione culminata nel Concerto per violino di Beethoven.
Scambi di corrispondenza non cessarono fino alla prima pubblica (Lipsia, 1º gennaio 1879), eseguita da Joachim stesso, a cui Brahms dedicò il concerto, con l'Orchestra del Gewandhaus sotto la direzione dello stesso Brahms.
Diverse modifiche furono fatte dalla prima, fino alla pubblicazione dell'opera da parte di Fritz Simrock, avvenuta sempre nello stesso anno.

### Prima esecuzione
Il Concerto, almeno dapprincipio, fu accolto piuttosto freddamente dal pubblico, deludendo le speranze del compositore. In parte ciò è probabilmente dovuto al fatto che molti fra i contemporanei si aspettavano un pezzo convenzionale per mettere in mostra le capacità virtuosistiche del violino. Brahms però aveva obiettivi musicali più elevati. Simili aspettative da parte del pubblico avevano generato accoglienze negative per concerti per archi di altri grandi compositori (come per il "Concerto per violino" di Ludwig van Beethoven o per l'“Harold in Italia” di Hector Berlioz).
Alle prime esecuzioni il Concerto apparve sicuramente piuttosto difficile sia a causa dell'ampiezza della sua concezione, sia per il linguaggio rigoroso adottato. La tradizionale contrapposizione tra solista e orchestra, solitamente dominata dal virtuosismo del solo, è ignorata dall'autore, che invece ricerca l'equilibrio fra solista e orchestra, anticipando così la concezione che adotterà anche nel secondo concerto per pianoforte.

## Struttura
Nel progetto originale il concerto doveva essere composto da quattro movimenti, ma durante la fase creativa il secondo (uno Scherzo) verrà da Brahms tagliato per trovare poi una collocazione finale nel secondo concerto per pianoforte.
In tal modo il Concerto per violino assumeva la classica struttura allegro-adagio-allegro; e, d'altronde, è classica la luce che domina tutta l'opera, priva delle esasperazioni drammatiche, ad esempio, dei Concerti per pianoforte, o le semioscurità metafisiche del Doppio concerto.
I movimenti in cui si articola sono:
1. Allegro ma non troppo (Re maggiore)
2. Adagio (Fa maggiore)
3. Allegro giocoso. Poco più presto (Re maggiore)

### Primo movimento
Il primo movimento (Allegro non troppo) coniuga un'atmosfera intimistica con una solennità di respiro sinfonico che in questo tipo di composizione era stato ormai abbandonato (ad esempio Felix Mendelssohn nel 1844 o Robert Schumann nel 1850). Il grande tema in apertura, monumentale e di piena orchestrazione, è nel contempo agitato da rivelazioni interiori nella parte solistica.

### Secondo movimento
L'apertura dell'Adagio suonata da fiati soli echeggia nostalgicamente le Serenate mozartiane, poi subentra il canto del violino con una cantabilità di stampo italiano. La bellezza della melodia principale (oboe solo) fa richiamare a Max Kalbeck “la purezza lineare del Beato Angelico”.

### Terzo movimento
Il Finale (Allegro giocoso, ma non troppo vivace) è animato di un vigore brillante, secondo i modi ungheresi adottati da tutta la classicità viennese, che qui trova una delle più tarde e più coinvolgenti reviviscenze.

## Organico
Violino solista, due flauti, due oboi, due clarinetti, due fagotti, quattro corni, due trombe, timpani, archi.

## Critica
La critica accolse l'opera in maniera molto diversa. Il direttore Hans von Bülow affermò che non si trattava di un lavoro per il violino, ma piuttosto “contro il violino”. Henryk Wieniawski lo definì un concerto “ineseguibile". Il violinista spagnolo Pablo de Sarasate si rifiutò di suonarlo, ma non a causa della sua difficoltà: 
 Effettivamente l'assolo di oboe del secondo movimento è squisito, ma il violino ha comunque ottima musica in abbondanza, e, nonostante il dibattito fra gli studiosi, il pubblico ne ha sempre apprezzato molto la melodia lirica e la ricca orchestrazione.

 Čajkovskij, che in generale non amava la musica di Brahms, ebbe a dire in merito al concerto: 
A. Dörffel, il critico delle "Leipziger Nachrichten", il giorno dopo la prima esecuzione ebbe invece a scrivere:
"Dedicando al grande talento di Joachim un'opera che di tale talento si è mostrata degna, Brahms si è misurato con un compito che eguaglia i due capolavori del genere, Beethoven e Mendelssohn. Confessiamo di aver atteso la prova non senza una certa ansia, pur conservando la nostra fiducia. E quindi la gioia che abbiamo provato è stata grandissima! Brahms ha aggiunto un terzo lavoro alla coppia formata dagli altri due. L'originalità che ispira l'insieme, la solida struttura, il calore che se ne sprigiona, danno all'opera gioia e luminosità e dimostrano che questo concerto è, secondo il nostro giudizio, frutto delle più recenti e delle più fortunate esperienze del compositore. Il primo movimento è ampio, con dei contrasti ben delineati nei quali è pur sempre avvertibile un tono serio ed espressivo; il secondo è breve, fervido e sognante; l'ultimo molto vivace e seducente. C'è da rilevare un impiego assai singolare dello strumento, oltre a una specie di soffio in orchestra che ci fa aspettare con ansia lo studio della partitura; raramente siamo stati a tal punto catturati dal genio del compositore. E Joachim, bisogna riconoscerlo, suonava con una passione e un fervore che testimoniavano ad ogni istante il ruolo, diretto o indiretto, avuto nella composizione del concerto. Per quanto riguarda l'accoglienza, il primo movimento è sembrato troppo nuovo per essere pienamente compreso dall'uditorio, il secondo ha fatto grande effetto, il terzo ha scatenato l'entusiasmo".

## Tecnica
Il Concerto per violino di Brahms è considerato uno dei lavori più importanti e tecnicamente difficili del repertorio. I requisiti tecnici per gli assolo sono formidabili, con uso generoso di rapidi passaggi di scala e variazioni ritmiche.
Anche la scelta fatta da Brahms del Re maggiore per il concerto è significativa. Poiché il violino è accordato Sol/Re/La/Mi, le corde aperte aggiungono brillantezza al suono. È probabilmente per questa ragione che questa stessa tonalità è stata utilizzata in molti altri concerti, come in quelli di Beethoven e di Čajkovskij.

## Manoscritto originale
Nonostante capiti spesso, purtroppo, che i manoscritti dei capolavori musicali svaniscano nel nulla nel corso del tempo, il manoscritto originale del Concerto per violino di Brahms è fortunatamente assicurato alla posterità. Il violinista Fritz Kreisler lo ha infatti acquistato e nel 1948 lo ha affidato alla Library of Congress di Washington, dove è tuttora custodito.